# Lophobates ochricostata
Lophobates ochricostata là một loài bướm đêm trong họ Geometridae.